# Марсийи-э-Драси
Марсийи́-э-Драси́ (фр. Marcilly-et-Dracy) — коммуна во Франции, находится в регионе Бургундия. Департамент коммуны — Кот-д’Ор. Входит в состав кантона Витто. Округ коммуны — Монбар.
Код INSEE коммуны — 21381.

## Население
Население коммуны на 2010 год составляло 95 человек.
| 1962 | 1968 | 1975 | 1982 | 1990 | 1999 | 2010 |
| ---- | ---- | ---- | ---- | ---- | ---- | ---- |
| 118  | 115  | 99   | 86   | 85   | 95   | 95   |

## Экономика
В 2010 году среди 47 человек трудоспособного возраста (15—64 лет) 38 были экономически активными, 9 — неактивными (показатель активности — 80,9 %, в 1999 году было 71,7 %). Из 38 активных жителей работали 35 человек (20 мужчин и 15 женщин), безработных было 3 (0 мужчин и 3 женщины). Среди 9 неактивных 2 человека были учениками или студентами, 3 — пенсионерами, 4 были неактивными по другим причинам.